# Sly 2: Band of Thieves
Sly 2: Band of Thives, udgivet i Danmark med titlen Sly 2: Tyvebanden et spil playstation 2-spil fra 2004 udviklet af Sucker Punch Productions og SCEA. Spillet er er en fortsættelse til spillet Sly Cooper and the Thievius Raccoonus og en del af Sly Cooper-spilserien.

## Gameplay
Sly 2: Band Of Thieves byder på en del nye forbedringer i forhold til forgængeren Sly Cooper And The Thievius Raccoonus. Du kan nu ikke kun spille som Sly, men du får også mulighed for at spille som Murray og Bentley. Bentley kan ikke klatre på ting som Sly, og han kan heller ikke hoppe så langt, det er heller ikke muligt for Bentley at stjæle fra andre. Han har dog en pistol med sovepille, og har også bomber. Bentley har også evnen til at hacke sig ind i fjendens computere. Murray er den mere direkte type. Han er meget stærk, og kan klare mange modstandere bare med to slag. Murray kører nu ikke kun bil, men han er nu den mand der klarer alle de tunge løft, og han er ikke bange for nogen som helst. Murray kan ikke stjæle fra folk, eller kravle under bord, kravle på ting eller gå på line, men han kan tage fjenderne eller andre objekter over hovedet og kaste dem. Siden 1'eren har Murray lavet et "kendings angreb" han kalder for "tordenfloppet", hvor han hopper og lander på maven.
Nu har man ikke kun et liv, man har en livsmåler, hvor et slag fra en fjende gør forskellig skade, afhængig hvem man spiller med. Fjenderne er også blevet stærkere, nu skal de ikke kun have et slag, men op til fire før de er slået. Man kan også i det nye spil købe "gadgets", som er ekstra udstyr, som man også har en måler til. Hver gang man bruger et ekstra udstyr, bliver måleren mindre, og når den er væk, kan man ikke bruge den igen. Man kan også opsamle livsforbedringer, der øger din livsmåler. Man får dem ved at slå fjender ud. Nogle gange, SKAL man købe en gadget for at komme videre i spillet.
Spillet er nu bygget op anderledes. Først får man 1 mission, som er en orienteringsmission der danner grundlag for resten af det level. så får man en briefing af Bentley, om hvad for nogle missioner der skal udføres. Så bliver der sat 3-4 missioner ud som man gennemfører, og efter det er der en ny briefing, og derefter, 3-4 nye missioner. Så får man en briefing mere, og så laver man den sidste altafgørende mission. Man skal selv gå hen til missionen for at få den til at begynde. Man skal selv skifte karakter til de forskellige missioner, og det gør man i det sikrede hus, som er en base, hvor man skifter figurer, og køber nye gadgets.
I hvert level er der nogle skatte man kan stjæle, og tage tilbage til det sikrede hus. Man må ikke blive skadet mens man har dem, ellers går de i stykker, og så må man hente dem igen. Får man dem tilbage til det sikrede hus, kan man sælge dem for penge.
Ligesom i det forrige spil kan man også samle flasker, og når de er samlet kan man åbne et pengeskab, og indeni ligger der en gadget.
Man kan også tilslutte en USB mikrofon så man kan bruge sin stemme til at forvirre fjenderne.

## Handling
Der er gået 2 år efter Sly og hans bande bekæmpede Clockwerk. Efter kampen lå Clockwerks kropsdele spredt rundt i den vulkan han blev tilintetgjort ved. Efter dette "fiskede" Interpol alle delene op ad vulkanen. Sly og hans bande fandt dog ud af dette, og fandt også ud af at de var blevet flyttet til et museum i Cairo. Sly, Bentley og Murray drog nu til Cario, for at stjæle delene, så de kunne ødelægge dem, og sørge for at Clockwerk aldrig blev samlet igen. Bentley kommer nu ud i marken og opererer for første gang, og nu har bomber, og sovepille med sig, det samme med Murray, som er blevet meget stærk og modig, og med deres hjælp får Sly banet sig vej til rummet med Clockwerk delene. Da Sly ankommer, er delene der ikke. I samme øjeblik springer Carmelita, og en anden politikvinde, ved navn Neyla ud af to sagofaer. Carmelita beskylder Sly for at have stjålet Clockwerk dele, og er kommet tilbage efter mere. Det er her Sly finder ud af at nogen har været før ham. Den anden politikvinde, Neyla, mener at det ikke er Cooper-banden der har stjålet delene, men en anden bande, ved navn Klaww-banden. Carmelita benægter det, mens Sly lister væk, og Carmelita følger efter. Sly når at slippe væk fra Carmelita, og derefter begynder de at søge efter Klaww-banden, og de bliver hurtig klar over at det er dem der har delene. Hvert medlem af banden har nogle af delene, og det er her spillet begynder.
Den første medlem i Klaww-banden er Dimitri, en misforstået kunstner, der ejer en succesfuld natklub i Paris. Han er Klaww-bandens forfalsknings-ekspert og er ejeren af Clockwerks styrerfjer. Sly finder ud af at Dimitri bruger fjerene til at trykke falske penge med. Det bliver klart at det er svært at komme ind og stjæle dem, men de udfører et par missioner for at lave en plan. Undervejs dukker politikvinden Neyla op, hun siger at hun vil hjælpe med at skaffe Clockwerk delen fra Dimitri, da hun ved at de er i bedre hænder, hvis Sly får dem. Hun viser ham en bagindgang til hans natklub, og en nøgle, som var en stor hjælp. Sly stjæler en nøgle til en bil, som Murray stjæler, han bruger et kapel på bilen til at trække natklubbens skilt ned, så nedslaget fra skiltet skabte en indgang til rummet med Clockwerks styrerfjer. Dimitri prøver at forhandle sig ud af situationen med Sly ved at tilbyde ham penge, men Sly afslår. Det ender med en kamp hvor Sly vinder, og tager fjerene. Derefter kommer Carmelita og Neyla uventet forbi, og anholder Dimitri.
Derefter drager banden til Indien, til det næste medlem i Klaww-banden, Rajan, en meget rig og magtfuld tiger, som handler med ulovligt krydderi. Rajans mål var at fremvise sig selv og sit nye overdådige palads, men mest af alt for at fremvise sin Clockwerk-del, nemlig vingerne. Alle fra Klaww-banden var der, også en masse andre, ja, selv Carmelita, Neyla og en anden ukendt politikvinde, Contessa. Rajan havde svejset vingerne fast til en statue, så for at få dem af, var de nødt at have noget der kunne aflede folk. Det blev at danse med Carmelita, men hun var svær at imponere. Så først skulle Sly i forklædning danse med Neyla for at imponere hende. Sly fortalte Neyla at det var ham, og de dansede alligevel, og efter sagde Carmelita ja til at danse med ham senere på aftenen, med ingen anelse om at det var Sly. Efter en del forberedelser (bl.a. at lave en speciel sav til skære vingerne fri med) kunne missionen gå i gang. Bentley ødelagde en bro så assisterende vagter ikke kunne stoppe dem, imens dansede Carmelita og Sly, og mens alle så på dem, savede Murray vingerne af, og forsvandt med dem. Efter dansen var Murray væk, og alle så at vingerne var væk. Sly havde lagt en rose til Carmelita med han vistikort i, så hun kunne se at det var ham hun havde danset med. Carmelita blev rasende og smed sin forklædning og begyndte at arresterer til højre og venstre, dog nåede alle Klaww-bandens medlemmer at stikke af. Efter dette, lykkedes det Rajan at slippe væk fra paladset og skjulte sig nu inde i junglen.
Efter en uges pause, begyndte jagten på Rajan igen, for de vidste godt at han også havde en anden del, nemlig Clockwerk hjertet, som han brugte som en slags pumpe, til at sprøjte sine krydderier med. Rajan gik med den ene hjerte halvdel på en stok, og den anden var inde i templet, og oversprøjtede planterne. Igen dukker Neyla op og hjælper dem, hun vidste hvor en bagindgang til rummet med den ene hjertehalvdel var, og hun viste Sly den, hvorefter Sly stjal den. Efter dette prøvede de også med forskellige angreb på templet, og til sidst prøvede de noget andet, under missionen, hvor Murray åbnede en passage, mens Bentley sad i et kanontårn og beskyttede Murray. Efter dette sprængte de en dør i den passage, som var en dør der holdt alt vand fra dæmningen ude, og så blev det meste af området oversvømmet. Rajan kom ud med den ene halvdel, og begynde at skyde på Sly og Murray på afstand, dog ikke på Bentley da han sad i kanontårnet. Neyla dukker nu op og hjælper Sly, med at komme op til ham, men da de er deroppe, slår Neyla Sly, så han falder ned i et huld og besvimer. Murray hopper ned for at hjælpe ham, men Rajan hopper også ned, og det udvikler sig til en kamp. Den ender med at Murray vinder, og tager den anden hjerte halvdel. Neyla dukker op og har Carmelita og Cantessa med. Det med at hjælpe Sly, var bare snyd, hun forrådte dem, så hun kunne fange dem, så hun kunne visse at hun kunne gøre det som Carmelita ikke kunne. Derefter viste hun et billede af Carmelita der danser med Sly den nat Clockwerk-vingerne blev stjålet, for at få det til at se ud, at Carmelita er med Cooper-banden, så hun bliver også fængslet. Bentley så det og udbrød: Det er utroligt. Den Snydetam, røver LØGNER!!!.
Efter en hel uges eftersøgning, finder Bentley ud af, hvor Murray og Sly er. Spæret inde i et fængselsslot i Prag, af politikvinden Contessa, som bruger hypnoterapi på sine kriminelle, så de fortæller hvor deres formuer er henne, så Contessa kunne snuppe dem. Bentley finder også ud af at de er sat til at få en "samaritansk hjernevask". Efter at have smuglyttet på Contessa finder han ud af at hun i al hemmelighed er medlem af Klaww-banden, og at hun taget hendes fanger, hypnotiserer dem, og får dem til at afslører hvor deres penge er henne, så hun kan stjæle dem, hvilket Bentley siger "vanærer både retshåndhævelsen og tyvene på samme tid. Han hører også at sly og Murray er spærret inde i to forskellige celler, hvor hun vil lade Sly rådne op, til han giver op, og hun vil Hypnotiserer Murray. Det lykkedes for bentley at fjerne vagterne fra Sly celle, og at lave et hul i væggen til ham så han kan flygte. Efter dette finder de sammen, og går i gang med at gøre klar til befri Murray. Efter at have fået Murray ind i en anden celle, sneg de sig ind i slottet med en kampvogn, sprængte bygningens dør åben og gik derind. Efter at have åbnet døren til rummet med Murrays celle, finder de Murray, men han er blevet anderledes, fraværende og tynd. Han har fået ulovligt krydderi (som fremmer hypnosen) og en "hypnoboks var tændt, så han var i en hypnotisk tilstand. Sly og Bentley tændte så for nogle flere hypnobokse, så hypnosen gjorde ham skør, og han smadrede sin celledør, derefter ødelagde boksene og han blev sig selv. Han havde stadig hjertehalvdelen. Efter dette jagtede de Contessa, som nåede at flygte derfra i sit luftskib.
Efter nogle ugers ferie, vendte banden tilbage til at finde Contessa, der var flygted til et andet slot. Bentley havde efter lidt mere efterforskning, fundet ud af, at Contessa var i besidelsen af Clockwerks øjne. Nyheden om at Contessa havde Clockwerk øjnene, var nået Interpool. Neyla havde hyret en gruppe lejesoldater, og var nu gået i krig mod Contessa. Sly sneg sig op i et højt tårn, hvor han ser Contessa, og også Carmelita som er fastspændt, samt der var 4 store bodyguards. Contessa havde sat Clockwerk øjnene på en maskine, som hun brugte til at hypnotiserer Carmelita, men Contessa indrømmer dog at det vil blive svært, da Carmelita er svær at hypnotiserer. Sly finder også en computer i tårnet som kan bruges til at befri Carmelita. Bentley udtænker en plan, men det blev ikke nemt. Murray skal kidnappe en af Contessas generaler, Sly skal stjæle maskiner, så Bentley fik samme stemme som Neyla og kunne kommanderer med lejesoldaterne, samt lave en bombe. I operationen slukker Murray for sikkerhedssystemerne så soldaterne kan komme ind, mens Bentley beordrer dem i angreb. Så fløj Sly over på Contessas luftskib og flyver til tårnet sammen med Bentley, som hacker computeren i tårnet, så Carmelita slipper fri, og jager Contessa ud, hvorefter hun følger efter. Bentley placerer derefter sin bombe, og sprænger Clockwerks øjne fri. De får fat i det ene, men pludselig kommer Neyla, tager det ene øje, og stikker af, mens hun siger "et burde være nok til den gamle hejre, ta ta". Sly følger efter og fanger hende, og tager øjet, men hun bliver kastet væk af Contessa, som Sly må kæmpe imod. Imens går Bentley op i luftskibet, men bliver skudt ned af Carmelita, som tager det ene Clockwerk øje fra ham. Sly tror han har vundet, men bliver slået tilbage af hende, og hun tager øjet fra ham. Imens har Carmelita øjet, og er ved at køre væk i en kampvogn. Murray fanger hende og tager øjet. Derefter kæmper Sly en sidste gang mod Contessa, og han vinder. Neyla arresterer herefter Contessa, og får en forfremmelse for det. Carmelita er stadig forfulgt af Interpool, så hun og Sly flygtede sammen.
Efter episoden med Contessa, følger Sly og de andre Rajans krydderiforsendelser og finder op til Canada, og finder samtidig også det næste medlem, Jean Bison, en grisk guldgraver fra 1850'erne, som ved et sneskred blev nedfrosset, og over hundrede år senere tøede han op. Hans mål er at udrydde naturen og vilde dyr, som indebærer afskovning og omdæmming alle floder, som anses af Sly som "en forskruet opfattelse af fremskridt". Efter de er kommet til Canada, finder Sly Jean Bison, og smuglytter hos ham. Jean Bison taler i telefon med det sidste Klaww-bande medlem Arpeggio. De har en slags alliance om et batteri, men de siger ikke mere. Sly hører også at Jean Bison har sat sine dele i sine tog, så de kan fragte krydderi døgnet rundt. Efter lidt efterforskning, finder de ud af at han har to lunger, og en mave. Efter de har stjålet delene fra de to tog, bliver Murray fanget af Carmelita, men Sly befrier ham igen. Til sidst kommer de til det sidste tog, men da Sly går igennem toget, møder han Neyla, som er i et fly, og hun vil selv have den sidste del. De får hende skudt ned, og de tager selv den sidste del. Neyla tilkalder politiet, og de flygter med de 3 dele, igen sammen med Carmelita, men Jean Bison nåede at stikke af.
Sly og banden finder Jean Bison i en skovhugger lejr, da de ved at han har en del endnu, Clockwerk Kløerne som han bruger til at hugge træer med. De finder også ud af at Arpeggio har den sidste del, Clockwerk hjernen, og de udtænker en plan. Arpeggio kommer og henter et batteri fra Jean Bison, som han skal bruge, og de planlægger at gemme sig i det, så de kommer med batteriet. Men først skulle de have kløerne. Murray finder ud af hvor batteriet er, og Sly finder ud af at de kan få kløerne hvis de vinder nogle lege, der hedder skovhugger-legene, med 3 dyster. 1: træhugning, 2: vægklatring, 3: tømmerrulning. Efter et par forberedelser, går de med i legene, og ved hjælp af snyd, får de Jean Bison til at klare sig dårligt, men han skræmmer dommerne til at give ham gode point alligevel. Til sidst klæder de sig ud som konkurrencens dommere, men Jean Bison finder ud af det, og slår dem bevidstløse. Og slæber dem til indespærring. Bentley kommer ud af cellen og kommer i kamp med Jean Bison, hvor han fortæller at han fandt Bandens skjulested og tog alle delene, og solgte dem til arpeggio. Bentley får slået Jean Bison, med lidt hjælp fra Sly. Derefter kravler de op i batteriet, og de bliver hevet med op i Arpeggios luftskib. Desværre, kan de ikke tage bandens bil med, og den flyder væk på en isflage, mens de flyver væk derfra.
Efter de kommet om bord på skibet, infiltrerer Sly et miniluftskib ved siden af luftskibet, hvor han bliver overrasket over at se, at han har samlet Clockwerk, nu da han har alle delene, men han er ikke i live. Også til hans overraskelse, finder han Neyla sammen med Arpeggio, hun har altså hele tiden prøvet at skaffe delene til Arpeggio. Sly får Clockwerk til at faldne ned fra loftet, i den tro at den skulle gå i stykker, men faktisk, får han den til at virke. Da Arpeggio og Neyla ser Sly, fortæller Clockwerk om hans plan, om hvorfor han samler Clockwerk. Han har altid selv ville have delene, så han kunne sætte sig ind i den. Clockwerk kunne leve for evigt grundet had, så hvis han kunne få nok folk til at hade, og han sad i maskinen, ville han blive udødelig, samt at kunne flyve, som han aldrig har kunnet finde ud af. Han brugt Dimitri og Jean bison til at få folk i Paris til at spise ulovligt krydderi, som fremmer hypnose. Så ville han udsende en stråle af hypnotisk lys, som lå i det batteri, Jean Bison gav til Arpeggio. Så ville hele Paris hade, og Arpeggio ville blive udødelig. Og da Arpeggio er på vej ind i maskinen skubber Neyla ham til side, og fortæller at hun også forråder ham, og så sætter hun sig ind i Clockwerk og kalder sig selv Clock-la, hvorefter hun dræber Arpeggio. Sly og banden finder derefter ud af at de kan gøre Clock-la svag, ved at slukke for skibet 4 motorer. Efter dette, gik Sly og Carmelita sammen i en helikopter, så de kunne skyde Clock-la ned. Da hun var skudt ned, kommer hun op igen, og kidnapper Bentley og Murray. Sly kommer op til Clock-la, og slår på hende så hun falder til jorden, men det er ikke slut. Murray løfter næbbet op på Clock-la, og bentley går ind i næbbet og tager en "hade-chip", som giver Clockwerk hendes stykke. På vej ud, lukker næbbet sammen om Bentley og masser ham. Murray åbner næbet og redder ham, mens de løber væk eksploderer Clockwerk.
Carmelits kommer herefter i en helikopter og ødelægger chippen. Sly lader sig fængsle, så hans venner kan gå. På vej i helikopteren til politistationen, bliver Carmelita og Sly bedre venner indtil Carmelita finder ud af at Murray havde sat autopilot til, så flyet fløj i ring, og da Carmelita vender sig om, flyver Sly væk, hvor man kan høre Carmelita råbe til ham: " jeg finder dig Cooper!. Vi ses snart igen fritte". Mens Sly flyver ud i natten.

### Episoder
| Nr.    | Engelsk titel               | Dansk titel            | Boss               | Sted                                | Jobs |
| ------ | --------------------------- | ---------------------- | ------------------ | ----------------------------------- | ---- |
| Prolog | A Shadow From the Past      | En skygge fra fortiden | Ingen              | Cairo, Egypten                      | 1    |
| 1      | The Black Chateau           | Det sorte chateau      | Dimitri Lousteau   | Paris, Frankrig                     | 11   |
| 2      | A Starry-Eyed Encounter     | Et stjernespækket møde | Rajan              | Rajan's familiepalads, Indien       | 12   |
| 3      | The Predator Awakes         | Rovdyret vågner        | Rajan              | Krydderi-tempel, junglen, Indien    | 10   |
| 4      | Jailbreak                   | Fangeflugt             | The Contessa       | Prag                                | 9    |
| 5      | A Tangled Web               | Et filtret spind       | The Contessa       | Prag                                | 8    |
| 6      | He Who Tames the Iron Horse | Iron Horse-tæmmeren    | Jean Bison         | Nunavut Bay, Canada                 | 8    |
| 7      | Menace From the North, Eh!  | Truslen fra nord, hm?  | Jean Bison         | Jean Bison's skovhuggerlejr, Canada | 10   |
| 8      | Anatomy to Disaster         | Anatomi til ulykke     | Arpeggio, Clock-La | Arpeggio's luftskib, Atlanterhavet  | 8    |

## Skuespillere
- Kevin Miller: Sly Cooper
- Matt Olsen: Bentley
- Chris Murphy: Murray
- Alesia Glidewell: Carmelita og Neyla
- David Sculley: Dimitri og Rajan
- Gloria Manon: Contessa
- Ross douglas: Jean Bison
- Sam Mowry: Arpeggio

### Danske stemmer
| Skuespiller              | Rolle(r)[kilde mangler]               |
| ------------------------ | ------------------------------------- |
| Christian Damsgaard      | Sly Cooper                            |
| Timm Mehrens             | Bentley                               |
| Lars Thiesgaard          | Murray                                |
| Sophie Lassen Kalkhe     | Politiassistent Carmelita Montoya Fox |
| Thomas Mørk              | Dimitri Lousteau                      |
| Peter Aude               | Jean Bison                            |
| Christiane Bjørg Nielsen | Neyla                                 |